# توماس بروكس ميلس
توماس بروكس ميلس هو شخصية أعمال وسياسي أمريكي، ولد في 12 أكتوبر 1857، وتوفي في 19 مارس 1930. نشط حزبياً في الحزب الجمهوري. وقد انتخب عضو جمعية ولاية ويسكونسن ‏.